# Edda poétique
Pour un article plus général, voir Eddas.
L'Edda poétique est un ensemble de poèmes en vieux norrois rassemblés dans un manuscrit islandais du XIIIe siècle, le Codex Regius. C'est aujourd'hui la plus importante source de connaissances sur la mythologie scandinave. On l'appelle aussi ancienne Edda ou Edda Sæmundar, en référence à Sæmundr Sigfússon dit Saemund le sage, à qui fut attribuée la rédaction du codex.

## LeCodex Regius
L'Edda poétique tombe dans l'oubli puis est redécouverte en Islande par l'évêque luthérien Brynjólfur Sveinsson en 1639. En 1662, il offre le manuscrit (baptisé Codex Regius) au roi du Danemark Frédéric III. C'est à cette époque que l'on attribue la paternité de ce recueil à Sæmundr le sage. Conservé  à la librairie royale de Copenhague, le manuscrit est restitué à l'Islande en 1971.

## Paternité de l'œuvre
À l’heure actuelle, on ne sait pas à qui attribuer le travail de collecte des poèmes renfermés dans le manuscrit. 
Il s’agit d’un recueil anonyme d’une trentaine de chants et de poèmes qui ont été composés entre le VIIIe siècle et le XIIIe siècle. Les poèmes les plus anciens furent vraisemblablement composés par les scaldes, qui se les transmirent par tradition orale. Aucun poème n’est attribué à un auteur particulier même si cela n’empêche pas les universitaires de spéculer parfois sur les auteurs de certains poèmes.

## Structure et contenu
Les poèmes eddiques se répartissent en deux catégories : les poèmes héroïques et les poèmes mythologiques. Les premiers traitent de héros de l’Europe centrale à l’époque des grandes migrations (env. 300–700) et présentent des parallèles avec d’autres littératures germaniques. Les seconds sont propres au Nord germanique.
Les poèmes eddiques se caractérisent par leur style simple, leur anonymat, et leur importance comme témoins de la culture orale nordique préchrétienne.
Le nombre des poèmes qui composent l'Edda est variable suivant les éditions qui publient le recueil. 
Certains poèmes ne font pas partie du Codex Regius, mais sont supposés faire partie de l'Edda. Dans la liste qui suit, les poèmes contenus dans le Codex Regius seront identifiés par l'abréviation « cr ». 

### Les poèmes sur la mythologie
Völuspá — La prédiction de la voyante - cr
Hávamál — L'ode du Très-Haut - cr
Grímnismál — L'ode de Grimnir - cr
Vafþrúðnismál — L'ode de Vafthrudhnir - cr
Baldrs draumar — Les rêves de Baldr
Hymiskviða — Le chant d'Hymir - cr
Þrymskviða — Le chant de Thrym - cr
Alvíssmál — L'ode d'Alviss - cr
Hárbarðsljóð — Le lai d'Harbard - cr
Skírnismál — L'ode de Skirnir - cr
Gróttasöngr — Le chant de Grotti
Grógaldr — L'incantation de Gróa
Fjölsvinnsmál — L'ode de Fjölsvid
Rígsþula — Le poème de Rig
Lokasenna — L'esclandre de Loki - cr
Hyndluljóð — Le lai de Hyndla

### Les poèmes épiques
Atlakviða — Le chant d'Atli - cr
Atlamál — L'ode d'Atli - cr
Reginsmál — L'ode de Regin - cr
Fáfnismál — L'ode de Fáfnir - cr
Grípisspá — La prédiction de Grippir - cr
Sigrdrífumál — L'ode de Sigrdrífa - cr
Brot af Sigurðarkviðu — Le fragment du poème de Sigurdr - cr
Sigurðarkviða hin skamma — Le chant bref de Sigurdr - cr
Guðrúnarkviða I — Le premier chant de Gudrún - cr
Helreið Brynhildar — Chevauchée de Brynhild au royaume de Hel - cr
Guðrúnarkviða II — Le deuxième chant de Gudrún - cr
Guðrúnarkviða III — Le troisième chant de  Gudrún - cr
Oddrúnargrátr — La complainte d'Oddrún - cr
Guðrúnarhvöt — L'exhortation de Gudhrun - cr
Hamðismál — L'ode d'Hamdir - cr
Helgakviða Hjörvarðssonar — Le chant de Helgi, fils de Hjörvardhr - cr
Helgakviða Hundingsbana I — Le premier chant d'Helgi, meurtrier de Hundingr - cr
Helgakviða Hundingsbana II — Le deuxième chant d'Helgi, meurtrier de Hundingr - cr
Völundarkviða — Le chant de Völundr - cr

## Éditions
français
- Régis Boyer : L'Edda poétique, L'espace intérieur, Fayard, 1992,  (ISBN 2-213-02725-0)
Ce livre concentre des extraits de textes et l'ensemble des poèmes de l'ancienne Edda et livre une étude sur le sacré chez les anciens scandinaves ainsi que certaines particularités poétiques. Le peuple Viking est présenté ainsi que son rapport à la magie au travers des textes qu'ils nous ont légués.
- Traduction par Mlle R. du Puget : Les Eddas, Imaginaire Européen (collection dirigée par Alain Soral), Kontre Kulture, 2020,  (ISBN 978-2-36725-156-1)
Traduction intégrale des deux Eddas rédigées : celle de Sæmund-le-Sage, et celle attribuée à Snorri Sturluson.
- Romain Panchèvre : L'Edda poétique, les poèmes mythologiques - Sesheta Publications, édition vieux norrois/français, 2021,  (ISBN 979-10-92176-78-0)

vieux norrois
- Édition de Rasmus Kristian Rask de 1818 numérisée - SICD des universités de Strasbourg